# Bez skrupułów (film 2006)
Bez skrupułów (ang. Infamous) – film z 2006 roku w reżyserii Douglasa McGratha. Zdjęcia kręcono w stanie Teksas.

## Obsada
- Sigourney Weaver – Babe Paley
- Toby Jones – Truman Capote
- Gwyneth Paltrow – Peggy Dean
- Sandra Bullock – Harper Lee
- Daniel Craig – Perry Smith
- Lee Ritchey – William „Bill” Paley
- Hope Davis – Slim Keith
- Peter Bogdanovich – Bennett Cerf
- John Benjamin Hickey – John Dunphy
- Brett Brock – Tex
- Lee Pace – Dick Hickock